# 24: Live Another Day
24: Live Another Day is een Amerikaans-Britse miniserie van 12 afleveringen. De serie is een vervolg op de acht seizoenen van de televisieserie 24 en wordt daarom ook wel seizoen 9 van 24 genoemd. De serie ging op 5 mei 2014 in de Verenigde Staten in première.

## Verhaal
Het verhaal speelt vier jaar na het achtste en tot dan toe laatste seizoen van de serie 24 en begint om elf uur 's morgens. Hoofdrolspeler Jack Bauer is voortvluchtig en verblijft in Londen, evenals zijn vroegere collega Chloe O'Brian. Bauer wil een aanslag op president James Heller, die op dat moment ook in Londen verblijft, verijdelen om te voorkomen dat er een oorlog tussen de landen uitbreekt.

## Geschiedenis
Tussen het zesde en zevende seizoen van 24 was het de bedoeling een bioscoopfilm uit te brengen, die door problemen met het draaiboek en budget uiteindelijk geannuleerd werd. In mei 2013 kondigde FOX officieel aan te werken aan een miniserie als vervolg op de reeds bestaande acht seizoenen, onder de naam 24: Live Another Day. Tevens werd bekendgemaakt dat de serie de twaalf belangrijkste uren van de dag van dat seizoen zou tonen, waarmee 24 voor het eerst tijdverschillen zou overbruggen. In de loop van die maand werd tevens duidelijk dat Kiefer Sutherland zou terugkeren in de hoofdrol van Jack Bauer en in juni werd bekendgemaakt dat voormalig regisseur Jon Casser (die niet meewerkte aan het achtste seizoen) zes van de twaalf afleveringen zou regisseren. Ook de componist, het schrijversteam en een groot deel van de cast uit het vorige seizoen zouden terugkeren in deze miniserie. In oktober van dat jaar werd bekend dat de serie zich zou afspelen in Londen. In januari 2014 begon het filmen op locatie in de Engelse hoofdstad.

## Rolverdeling

### Hoofdrollen
- Kiefer Sutherland als Jack Bauer - Een oud-terrorismebestrijder van CTU (Counter Terrorist Unit) die nu voortvluchtig is wegens het elimineren van twee Russische diplomaten. Houdt echter verantwoordelijkheidsbesef en probeert een aanslag op president Heller te voorkomen.
- Yvonne Strahovski als Kate Morgan - Een CIA-agente in Londen die op het punt stond ontslagen te worden omdat haar overleden man staatsgeheimen doorverkocht aan de Chinezen.
- Tate Donovan als Mark Boudreau - Stafchef in het Witte Huis en tevens de echtgenoot van Audrey Raines.
- Mary Lynn Rajskub als Chloe O'Brian - Een computeranalist die altijd loyaal was aan Jack. Hoewel ze vroeger in dienst was van CTU, werkt ze nu met een hackersgroepering die als doel heeft staatsgeheimen te openbaren.
- William Devane als president James Heller - President van de Verenigde Staten, na eerst Minister van Defensie te zijn geweest. Tevens de vader van Audrey.
- Gbenga Akinnagbe als Erik Ritter - Een briljante, maar arrogante CIA-agent.
- Giles Mattey als Jordan Reed - Computeranalist in dienst van de CIA in Londen.
- Michael Wincott als Adrian Cross - Een beruchte, charismatische leider van een vrije-informatiebeweging.
- Benjamin Bratt als Steve Navarro - Hoofd van de CIA-locatie in Londen.
- Kim Raver als Audrey Raines - Voormalige liefde van Jack. Ze kwam voor het laatst voor in de laatste afleveringen van seizoen 6, toen ze psychisch ingestort was. Is nu getrouwd met haar vaders stafchef Mark Boudreau.

### Bijrollen
- Michelle Fairley als Margot Al-Harazi, een Britse weduwe van een bekende terrorist
- Stephen Fry als de Britse minister-president Alastair Davies
- Colin Salmon als generaal Coburn
- Ross McCall als Ron Clark
- Emily Berrington als Simone Al-Harazi, dochter van Margot
- John Boyega als Chris Tanner, een dronepiloot
- Joseph Millson als Derek Yates
- Branko Tomović als Belcheck
- Mandeep Dhillon als Chell, lid van de hackersgroep waartoe Chloe behoort
- Charles Furness als Pete, lid van de hackersgroep waartoe Chloe behoort
- Tamer Hassan als Basher
- Duncan Pow als kapitein Greg Denovo
- Christina Chong als Mariana

## Afleveringen
De serie heeft 12 afleveringen en begint en eindigt om 11 uur 's ochtends. Tussenliggende uren worden soms overgeslagen.